# Tommy Glidden
Thomas William Glidden, più conosciuto con il diminutivo Tommy Glidden (Coxlodge, 20 luglio 1902 – West Bromwich, 10 luglio 1974) è stato un calciatore inglese, di ruolo attaccante.

## Caratteristiche tecniche
Era un'ala destra.

## Carriera
Fa il suo esordio tra i professionisti nella stagione 1922-1923 all'età di 20 anni con il West Bromwich, club della prima divisione inglese, in una partita vinta per 1-0 in trasferta contro l'Everton. Nel corso di una carriera professionistica lunga 14 anni veste esclusivamente la maglia di questo club, con cui realizza 135 reti in 445 presenze nei campionati professionistici inglesi (in seconda divisione dal 1927 al 1931 ed in prima divisione nelle rimanenti 10 stagioni, l'ultima delle quali è la 1935-1936); è inoltre capitano del club nella stagione 1930-1931, che si conclude con la vittoria della FA Cup grazie al 2-1 nella finale contro il Birmingham City. Ha inoltre giocato nel FA Charity Shield 1931 e nella finale della FA Cup 1934-1935, persa per 2-1 contro lo Sheffield Weds.
Con le 140 reti in 449 partite ufficiali realizzate, è il settimo miglior marcatore di tutti i tempi nella storia del West Bromwich.

## Palmarès

### Club

#### Competizioni nazionali
- Coppa d'Inghilterra: 1

West Bromwich: 1930-1931